# Rezeptur (Amtsbereich)
Rezeptur ist eine historische Bezeichnung für lokale Finanzbehörden, die von einem Rezeptor oder Rezepturbeamten geleitet wurde. Die Bezeichnung wurde zum Beispiel im Herzogtum Nassau noch bis 1868 verwendet.

## Gebäude
Im engeren Sinne wurde der Begriff Rezeptur auch auf das Amtsgebäude des Rezeptors angewendet. 

## Der Rezeptor
Der Rezeptor, (von lat. recipere ‚nehmen‘) war ein Beamter, der in dem ihm zugewiesenen Gebiet für die Kameralverwaltung und insbesondere für das Erheben der Geld- und Naturalabgaben verantwortlich war. Darüber hinaus oblagen ihm in der Regel die Verwaltung der Domänen in seinem Amtsbereich sowie die Buchführung. Er hatte damit eine ähnliche Funktion wie der Rentmeister.